# 寶貝公主
《寶貝公主》是日本美少女遊戲雜誌電擊G's雜誌作為200號紀念而推出的全新讀者參與計劃，後被改編為OVA動畫。

## 作品簡介
本作中登場的姐妹有19個之多，超越前作《妹妹公主》的12個，而且年齡從0～18歲都有，年齡層覆蓋了幼兒園到大學。

## 劇情簡介
今天是最後一次來這所學校上課。主人公陽太郎在當天的劍道友誼比賽中下了一個決心，這時與一位名叫天使光的美少女劍士相遇了。小光是一位潇灑犀利不輸男人，笑起來又非常可愛的女孩子。
沒有棲身之處的陽太郎，在這樣一位少女引領下，開始了和少女及其家人的同居生活。在搬家的那天。在天使家迎接他的是從少女到嬰兒，每兩人之間恰好僅差一歲的十九位姐妹！這完全超出陽太郎的預想，盡是女孩子的家族生活會是怎樣呢！？

## 角色介紹

### 主人公
天使陽太郎
配音員：梶裕貴
小説版和OVA版的主人公。首次出場時是私立中學初中三年級。外婆去世後，進入私立木花學園高中1年C組。
在年少時已失去父母，一直與外婆一同居住，在初中三年級的冬天，外婆去世後，搬來了天使「姓」一家生活。
有着善良而不軟弱的性格，對新生活充滿好奇。剛開始和眾姐妹們住的時候，顯得很緊張也很不適應，對於女生的心理的細微之處不太瞭解，但是慢慢地接受自己成為了家族的一員的身份。

### 姐妹
天使海晴
配音員：佐藤利奈
長女。10月9日出生，天秤座、B型、身高162cm。18歲→大學1年級生。
目前在媽媽管理的藝能事務所工作，擔任見習天氣報告員。是個可靠的姐姐，保護着眾妹妹們，但偶爾也會有淘氣的一面。當母親不在家時，她會擔當一家之主的責任。
在小說版本，就讀木花學園大學部。去年（高等部3年）的學生會會長。
天使霙
配音員：齊藤佑圭
次女。11月11日出生，天蠍座、AB型、身高164cm。高中二年級生→高中三年級生。17歲。
冷淡而難以捉摸的性格，似乎擁有能夠看見未來的眼睛，擅長占卜，世界末日論者，喜歡惡作劇，最喜愛的食物是豆沙包。
在小說版本，是木花學園高等部的學生會會長。
天使春風
配音員：後藤邑子
三女。12月5日出生，人馬座、O型、身高156cm。高中二年級生。16歲。
稱呼主角為「王子殿下」。從小時侯就一直希望自己將來是「幸福的新娘」，喜歡值得信賴的人，個性純真無邪，中意粉紅色。在全是女性的家庭中長大，廚藝非常好，害怕閃電聲。
天使光
配音員：戶松遙
四女。1月24日出生，水瓶座、A型、身高160cm。高中一年級生。15歲。
姐妹中充當「男孩角色」。為了保護柔弱的姐妹們而不斷的鍛煉着自己，愛吃甜食，擅長運動，擁有如自己名字一般爽朗的運動型少女。擅長劍道和拳擊，有一把叫做「金獅子丸」的木刀。是木花學園中最深受女性喜歡的同學。
在小說版本，是劍道組織金龍隊中唯一的女生。
天使螢
配音員：内田彩
五女。2月12日出生，水瓶座、O型、身高154cm。初中三年級生。14歲。
率真溫柔的女孩、在姐妹中很受到大家的喜愛，類似緩衝劑一般的存在。擅長烹飪和縫紉，跟春風一起收拾家務。經常依賴其他姐妹。名稱有着「螢火蟲」的含義。喜歡角色扮演（Cosplay），不擅長游泳。
天使冰柱
配音員：藤田咲
六女。3月14日出生，雙魚座、O型、身高155cm。初中二年級生。13歲。
強橫固執的個性而不容易相處，頭腦聰慧，學業成績十分優秀，實際上是非常為家人着想的溫柔少女。稱呼陽太郎為僕人，特別擔心身體虛弱的綿雪。制服顏色與學校制定的不同，將來的夢想是做一個科學家。
天使立夏
配音員：伊藤加奈惠
七女。4月8日出生，白羊座、AB型、身高148cm。小學六年級生→初中一年級生。12歲。
是一個活躍氣氛的能手，擁有外向和開朗的性格，會率直的表現出自己的情緒，偶爾也是麻煩製造者。喜歡時尚和迷你裙，最喜歡吃薯片這類垃圾食品。
天使小雨
配音員：井口裕香
八女。5月16日出生，金牛座、A型、身高144cm。小學六年級生。11歲。
性格體貼溫柔，安靜內斂，夢想是成為一名獸醫。不善於表達自己的感情，人際關係較弱，相當容易害羞。愛好是閱讀，善於細緻的工作，如縫紉。
天使麗
配音員：伊瀬茉莉也
九女。6月19日出生，雙子座、B型、身高146cm。小學五年級生。10歲。
在盡是美女的姐妹中最漂亮的美少女。非常喜歡鐵道，是一個鐵道迷，對鐵路領域的知識首屈一指。極度討厭男人，有重度的男性恐懼症，所以學校與小雨不同，就讀一所私立女子學校。
天使星花
配音員：三森鈴子
十女。7月1日出生，巨蟹座、A型、身高138cm。小學三年級生→小學四年級生。9歲。
活潑而率真的個格，三國演義的愛好者，憧憬着裏面的世界和人物。有着保護哥哥的思想，所以去學習中國功夫，喜歡穿中華風格的衣服。
天使夕凪
配音員：橋本麻衣
十一女。8月10日出生，獅子座、O型、身高136cm。小學二年級生→小學三年級生。8歲。
始終認為自己是魔法使的後代。有一支貓臉的魔法棒，魔法道具常常使用在戀愛和家庭作業方面。討厭做功課、經常用許多藉口推脫。
天使吹雪
配音員：茅原實里
十二女。9月21日出生，處女座、?型、身高128cm。小學一年級生→小學二年級生。7歲。
有着聽話的個性，擁有異常優秀的記憶力，是個高智商的天才女孩子，總是思考着事物理論方面的事情。不喜歡炎熱的地方，頭腦運轉過快便會昏倒，視力很差。
天使綿雪
配音員：金元壽子
十三女。10月2日出生，天秤座、A型、身高121cm。幼稚園生→小學一年級生。6歲。
因為身體柔弱，大多數時間均在房間裏休息，並時時入住醫院。保持着不輸給殘酷命運的健康笑容，心智十分成熟，不輸給命運的堅強孩子，養有三隻雪貂。
天使真璃
配音員：悠木碧
十四女。11月9日出生，天蠍座、O型、身高116cm。幼稚園招生組→幼稚園年長組。5歲。
認為自己是瑪麗·安東娃妮特的轉世，有着優雅華麗的女王氣質。行為有些傲慢，並喜歡打扮成公主，不喜歡甜食。
天使觀月
配音員：花澤香菜
十五女。12月17日出生，射手座、AB型、身高96cm。4歲→幼稚園年中組。4歲。
能夠看見妖怪和幽靈的孩子，好像被強大的九尾狐所守護着，經常穿着巫女服裝。
天使櫻
配音員：南條愛乃
十六女。1月4日出生，山羊座、B型、身高94cm。幼稚園年少組。3歲。
愛撒嬌的孩子。缺乏平衡感所以經常跌倒而相當愛哭。非常依賴男主角，喜歡甜的糖果。有一頂大帽和玩具熊。
天使虹子
配音員：寺本來可
十七女。2月7日出生，水瓶座、B型、身高82cm。2歲。
非常開朗活潑的性格，但有時也有些頑皮。受到姐姐影響，喜歡打扮和唱歌，經常穿上少女服裝及帶上配飾。將來的夢想是嫁給陽太郎。此外，有一隻粉紅色的大象。
天使青空
配音員：野水伊織
十八女。3月3日出生，雙魚座、A型、身高72cm。1歲。
一歲已懂得說話，而且說得十分流暢，是個很聰明的孩子，名字有着天空的含義。喜歡大自然的孩子，最中意昆蟲、滑滑梯和在小河邊玩，而不是去玩洋娃娃和玩具的活潑類型。
天使朝日
配音員：大龜明日香
十九女。4月15日出生，白羊座、AB型、身高64cm。0歲。
除了說拜拜外什麼也不會說的寶寶，剛開始學習走路。要是逗她的話會笑得很開心。經常被媽媽和姊姊們穿上布偶裝。名字有着「早晨太陽」的含義。

### 其他
媽媽
配音員：桑谷夏子
19個姐妹及陽太郎的母親，姓名、年齡都不詳。
經營着藝能事務所，女兒海晴在其事務所工作，對家庭非常熱愛，慈愛和藹的她有時會出些稀奇古怪的主意，令女兒們非常困擾。
OVA版和小說版透露姓名是「天使美夜」（あまつか みや）。
日高亞矢子
在小說版出場。
木花學園高等部的女性教師。任教1年C組。
風格突出，個性成熟大方，但有時也有點調皮，知道陽太郎複雜的環境狀況後支持着他。
白石老師
在小說版出場。
木花學園的科學教師。
由美子老師
在小說版出場。
木花學園的保健教師。
高坂桐乃
伏見司小說我的妹妹哪有這麼可愛女主角。出現在2009年4月進行的工作合作項目。
與冰柱同年。

## 小說
作者是公野櫻子，插畫由壬生夏生、若月さな、霧賀ユキ負責。由電撃文庫發行，單行本出版7冊。
| 卷數 | ASCII Media Works | ASCII Media Works      |
| 卷數 | 發售日期          | ISBN                   |
| ---- | ----------------- | ---------------------- |
| 1    | 2009年4月10日     | ISBN 978-4-04-867771-4 |
| 2    | 2009年9月10日     | ISBN 978-4-04-868021-9 |
| 3    | 2010年1月10日     | ISBN 978-4-04-868284-8 |
| 4    | 2010年5月10日     | ISBN 978-4-04-868552-8 |
| 5    | 2010年9月10日     | ISBN 978-4-04-868838-3 |
| 6    | 2011年1月10日     | ISBN 978-4-04-870184-6 |
| 7    | 2011年5月10日     | ISBN 978-4-04-870501-1 |

## 漫畫

### べびプリ！19人姉妹のほのぼのDays
作画：巫女街、原作：公野櫻子。於《電擊G's magazine》2010年5月号開始連載。
以19位姊妹個別集數來作描繪，主人公（小說版為陽太郎）並未在本作中登場，對白中也未提及。
《電擊G's Festival! COMIC》移誌的告，本誌2010年10月号休刊，同年11月号宣告長期停止連載。

### Baby Princess
作画：深山靖宙、原作：公野櫻子。《電擊G's magazine》2011年5月号至2013年8月号期間進行連載。單行本全3卷。
| 卷數 | ASCII Media Works | ASCII Media Works      |
| 卷數 | 發售日期          | ISBN                   |
| ---- | ----------------- | ---------------------- |
| 1    | 2011年12月17日    | ISBN 978-4-04-886174-8 |
| 2    | 2012年11月27日    | ISBN 978-4-04-891104-7 |
| 3    | 2013年8月27日     | ISBN 978-4-04-891917-3 |

## 動畫
《寶貝公主 3D 嘉年華 0》（Baby Princess 3D Paradise 0）以OVA形式於2011年7月20日發行。並推出了2D版本和3D版本。
有一天，一直以為自己是獨子的高中生陽太郎，一個美女出現在面前，其實她是主人公自小便分離的親生母親。在他打算和母親一起住的時候，卻發現自己還有19個姊妹。
從此，他和母親，與及十九名姐妹展開了新生活。可是在生活了幾個月後，陽太郎發現他怎麼也融入不了新的家庭。雖然大多數姐妹都認可了他這個兄弟，但是總有幾個妹妹，怎麼也不接受他。為了改善這種情況，母親決定開展家族旅行。就這樣陽太郎和19個姐妹開始了快樂的旅行。

### 製作人員
- 原作：公野櫻子
- 原案：壬生夏生
- 劇本：柿原優子
- 導演：原由美子
- 角色設計：原由美子
- 動畫製作：STUDIO COMET
- 監督：稻垣隆行

### 主題曲
片頭曲
- 「ぎゅっとBABY☆愛なんだBABY」

作詞：畑亞貴
作曲：田代智一
編曲：高田曉
主唱：螢、冰柱、星花（内田彩、藤田咲、三森鈴子）
片尾曲
- 「ピコッピクッピカッて恋してよ」

作詞：畑亞貴
作曲、編曲：小池雅也
主唱：でんぱ組.inc

## 外部連結
- 《寶貝公主》官方網站（日文）2012年11月11日起故障，網站目前關閉
- OVA官方網站（ベイビー・プリンセス）（页面存档备份，存于）（日文）